# آندن ۲۷۸۸
سیارک ۲۷۸۸ (به انگلیسی: 2788 Andenne، نامگذاری:1981EL) دو هزار و هفتصد و هشتاد و هشتمین سیارک کشف شده‌است که در ۱ مارس ۱۹۸۱ کشف شد.
قدر مطلق سیارک برابر ۱۳٫۳۰ است.